# Орбек
Орбе́к (фр. Orbec) — коммуна во Франции, находится в регионе Нижняя Нормандия. Департамент коммуны — Кальвадос. Входит в состав кантона Орбек. Округ коммуны — Лизьё.
Код INSEE коммуны — 14478.

## Население
Население коммуны на 2010 год составляло 2344 человека.
| 1962 | 1968 | 1975 | 1982 | 1990 | 1999 | 2010 |
| ---- | ---- | ---- | ---- | ---- | ---- | ---- |
| 2862 | 3211 | 3363 | 2832 | 2642 | 2564 | 2344 |

## Экономика
В 2010 году среди 1294 человек трудоспособного возраста (15—64 лет) 910 были экономически активными, 384 — неактивными (показатель активности — 70,3 %, в 1999 году было 68,7 %). Из 910 активных жителей работали 742 человека (407 мужчин и 335 женщин), безработных было 168 (60 мужчин и 108 женщин). Среди 384 неактивных 92 человека были учениками или студентами, 135 — пенсионерами, 157 были неактивными по другим причинам.